# S/S Ossian
S/S Ossian var ett svenskt lastfartyg som torpederades av allierat flyg den 15 maj 1941 utanför den tyska nordsjökusten.

## Historik
Ossian började sin levnadsbana som italienare, efter att ha byggts 1892 vid Osborne, Graham & co i Sunderland till skeppsredare Gerolimich i Lussinpiccolo och fördes under många år av kapten Catterinich. Under italiensk flagg bar ångaren namnet Mediterraneo. Fartyget kom senare i brittisk ägo och hade namnet Brunsnis. Hon köptes 1910 till Sverige av skeppsredare O.H.Wiens i Malmö och gick för hans rederi AB Kronan under namnet Harald. 1918 såldes Harald till rederi AB Tertia i Göteborg för 2 200 000 kronor där hon omdöptes till Valpen, som kort därefter såldes till rederi AB Amaryllis i Helsingborg, där hon fick sitt sista namn Ossian. Ångaren överfördes därefter till Rederi AB Alfa. Vintern 1935 räddade Ossian fyra estländska säljägare, som i hårt väder drivit omkring på Östersjön i sex dygn utan proviant. Till ankars på Helders redd i december 1949?? sprang ankarkättingen och Ossian drev ner på det holländska Rödakorsfartyget ZRD III och fick vid kollisionen en stor läcka i förskeppet. För att undvika sjunkning var hon tvungen att sättas på grund. Följande dag måste fartyget överges av besättningen i orkanartat väder. Efter cirka 14 dagar bärgades Ossian och fördes till Amsterdam för reparation.

## Torpederingen
I Cuxhaven anslöt sig Ossian, som var på resa från Oxelösund till Rotterdam, till en västgående konvoj, som bestod av fem fartyg som eskorterades av  fyra förpostbåtar. Vid 15:00 - tiden den 15 maj 1941 siktades åtta torpebärande flygplan på mycket låg höjd tvärs om styrbord på blott 3-400 meters avstånd från konvojen. I samma ögonblick observerades från bryggan en torpedbana i riktning mot Ossians styrbordssida, varför man beordrade hårt styrbordsroder för att om möjligt undvika en torpedträff. Manövern hann emellertid aldrig i gång utan Ossian träffades midskepps under vattenytan av två torpeder. Samtidigt besköts ångaren av maskineld från flygplanen. En av torpederna gick rakt igenom fartygets svenska flagga, som hade svensk neutralitetsbeteckning, och fortsatte in i maskinrummet, där vakthavande torde ha dödats vid explosionen. Nu befann sig fartyget i sjunkande tillstånd, varför båda livbåtarna sattes i sjön och de överlevande i besättningen lämnade fartyget. Åtta man i babords och åtta man samt den tyske följeofficeren i styrbords. Ossian sjönk och livbåtsbesättningarna upptogs av de tyska förpostfartygen som även räddade två man från flotten. Dessa var de svårt skadade övermaskinisten samt timmermannen. Fartygen landsatte de skeppsbrutna i Cuxhaven och Bremerhaven. De skadade fördes till sjukhus och två dagar efter torpederingen avled övermaskinisten Wedlin på sjukbädden.